# Escut de Narvik
L'Escut de Narvik (alemany: Narvikschild) és una condecoració nazi creada per Adolf Hitler el 19 d'agost de 1940 atorgada a totes les tropes alemanyes que van participar en les batalles de Narvik entre el 9 d'abril i el 9 de juny de 1940.
Se situava després de les insígnies de combat sense numerar. Se'n van atorgar 8.577. El primer a rebre-la va ser el Generaloberst Eduard Dietl de mans de Hitler el 21 de març de 1941. Es lluïa al braç esquerre, per damunt del colze. Se'n van fer tres versions, dues d'argent i una d'or (aquesta pels membres de la Kriegsmarine). Si se n'atorgava un segon escut, es podien lluir tots dos un al costat de l'altre, separats per cinc mil·límetres.
Se'n van concedir el nombre següents:
- Heer: 2.755 (96 pòstumes)
- Luftwaffe: 2.161 – 1.309 a les tripulacions de vol i 756 als paracaigudistes (410 pòstumes)
- Kriegsmarine: 3.661 - 2.672 a les tripulacions de destructors, 115 a les tripulacions d'altres naus (410 pòstumes)
- Marina Mercant: 442 (22 pòstumes)

## Disseny
En forma d'escut, sobre el qual es pot veure l'àliga del Reich amb l'esvàstica. Dins de l'escut a la part superior apareix el nom Narvik. A la part inferior apareixen els símbols de les forces que hi van combatre: un ancora (pels destructors del Comodoro Friedrich Bonte) amb una hèlix d'avió creuades (pels membres de la Luftwaffe), amb una flor d'flor de neu (representant les tropes de muntanya de Dietl) i la data 1940.
Anaven cosides en roba perquè es poguessin cosir a l'uniforme: per la Kriegsmarine era en blau, per la Luftwaffe en blau gris i pel Heer en gris de camp. Deixant de costat el color, el disseny totes tres era el mateix. El 1957 se'n va autoritzar una nova versió per a veterans mereixedors amb un disseny nou sense la esvàstica ni l'àliga.